# Festival de la Cançó d'Eurovisió Júnior 2008
El Festival de la Cançó d'Eurovisió Júnior 2008 va ser la 6º edició de la versió infantil d'Eurovisió, celebrat a l'estadi Ahoy de la ciutat de Limassol, Xipre el 22 de novembre de 2008, amb la participació de 15 països (2 menys que l'edició anterior). Els presentadors van ser Alex Michael i Sophia Paraskeva.

## Selecció de la seu
Xipre va sortir guanyadora del sorteig per triar seu competint amb aquestos quatre països:
| País     | Posició |
| -------- | ------- |
| Xipre    | 1       |
| Ucraïna  | 2       |
| Suècia   | 3       |
| Portugal | 4       |

Xipre va sortir guanyadora del sorteig i va organitzar l'edició de 2008. A més, dies després del sorteig Portugal i Suècia van decidir retirar-se del festival.

## Participants i resultats
| N° | País                | Artista                       | Cançó                                  | Posició | Punts |
| -- | ------------------- | ----------------------------- | -------------------------------------- | ------- | ----- |
| 01 | Belarús             | Dasha, Alina i Karina         | Sertse Belarusi                        | 6       | 86    |
| 02 | Xipre               | Elena Mannouri i Charis Savva | Gioupi Gia!                            | 10      | 46    |
| 03 | Romania             | Mădălina y Andrada            | Salvaţi planeta                        | 9       | 58    |
| 04 | Bulgària            | Krestiana Kresteva            | Edna Mechta                            | 15      | 15    |
| 05 | A.R.I. de Macedònia | Bobi Andonov                  | Prati Mi SMS                           | 5       | 93    |
| 06 | Rússia              | Mihail Puntov                 | Spit angel                             | 7       | 73    |
| 07 | Lituània            | Eglė Jurgaitytė               | Laiminga diena                         | 3       | 103   |
| 08 | Bèlgica             | Oliver                        | Shut Up                                | 11      | 45    |
| 09 | Armènia             | Monika Manucharova            | Im Ergi Hnchyune (Իմ երգի հնչյունները) | 8       | 58    |
| 10 | Malta               | Daniel Testa                  | Junior Swing                           | 4       | 100   |
| 11 | Ucraïna             | Victoria Petryk               | Matrosy                                | 2       | 135   |
| 12 | Sèrbia              | Maja Mazić                    | Uvek kad u nebo pogledam               | 12      | 37    |
| 13 | Geòrgia             | Bzikebi                       | Bzz...                                 | 1       | 154   |
| 14 | Països Baixos       | Marissa                       | 1 Dag is Veel te Kort                  | 13      | 27    |
| 15 | Grècia              | Niki Yiannouchu               | Kapoia Nyhta (Καποια Νυχτα)            | 14      | 19    |

## Taula de puntuacions
| Participants                                                                               | Participants | Votants | Votants | Votants | Votants | Votants | Votants | Votants | Votants | Votants  | Votants | Votants | Votants | Votants | Votants | Votants | Votants |
| Participants                                                                               | Participants | Total   | ROM     | ARM     | BLR     | RUS     | GRE     | GEO     | BEL     | Bulgaria | SRB     | MLT     | NED     | UKR     | LTU     | MKD     | CYP     |
|                                                                                            | Romania      | 58      |         | 4       | 2       | 2       | 2       | 2       | 2       | 1        | 5       | 3       | 2       | 4       | 1       | 8       | 8       |
| Armènia                                                                                    | 59           | 3       |         | 5       | 6       | 6       | 8       | 6       | 7       |          |         | 3       | 3       |         |         |         |         |
| Belarús                                                                                    | 86           | 5       | 5       |         | 10      | 4       | 0       | 10      | 6       | 7        | 7       | 4       | 5       | 3       | 5       | 3       |         |
| Rússia                                                                                     | 73           |         | 10      | 12      |         | 3       | 5       |         | 2       | 2        | 6       | 1       | 7       | 8       | 1       | 4       |         |
| Grècia                                                                                     | 19           | 0       | 0       | 0       | 0       |         |         |         |         |          |         |         |         |         |         | 7       |         |
| Geòrgia                                                                                    | 154          | 6       | 12      | 8       | 12      | 10      |         | 12      | 12      | 10       | 8       | 12      | 12      | 12      | 4       | 12      |         |
| Bèlgica                                                                                    | 45           | 2       | 2       | 1       | 1       |         | 4       |         |         | 3        | 2       | 10      | 2       | 4       | 2       |         |         |
| Bulgària                                                                                   | 15           |         |         |         |         |         |         |         |         |          |         |         |         |         | 3       |         |         |
| Sèrbia                                                                                     | 37           | 1       | 1       |         | 3       |         | 6       | 1       |         |          |         |         | 1       |         | 12      |         |         |
| Malta                                                                                      | 100          | 7       | 7       | 4       | 5       | 7       | 7       | 7       | 8       | 1        |         | 6       | 10      | 7       | 6       | 6       |         |
| Països Baixos                                                                              | 27           |         |         | 3       |         |         |         | 5       |         |          | 1       |         |         | 5       |         | 1       |         |
| Ucraïna                                                                                    | 135          | 12      | 8       | 10      | 8       | 8       | 12      | 3       | 10      | 6        | 12      | 7       |         | 10      | 7       | 10      |         |
| Lituània                                                                                   | 103          | 8       |         | 6       | 7       | 1       | 10      | 8       | 3       | 12       | 10      | 8       | 6       |         | 10      | 2       |         |
| Macedònia                                                                                  | 93           | 10      | 6       | 7       | 4       | 5       | 3       | 4       | 5       | 8        | 5       | 5       | 8       | 6       |         | 5       |         |
| Xipre                                                                                      | 46           | 4       | 3       |         |         | 12      | 1       |         | 4       | 4        |         | 4       |         | 2       |         |         |         |
| Tots els participants rebren 12 punts a l'inici de les votacions.                          |              |         |         |         |         |         |         |         |         |          |         |         |         |         |         |         |         |
| Geòrgia i Macedònia van lliurar els seus punts en últim lloc a causa de problemes tècnics. |              |         |         |         |         |         |         |         |         |          |         |         |         |         |         |         |         |

### Màximes puntuacions
Els països que van rebre 12 punts (màxima puntuació) van ser:
| N. | A        | De                                                                          |
| -- | -------- | --------------------------------------------------------------------------- |
| 8  | Geòrgia  | Armènia, Rússia, Bèlgica, Bulgària, Països Baixos, Ucraïna, Lituània, Xipre |
| 3  | Ucraïna  | Romania, Malta, Geòrgia                                                     |
| 1  | Rússia   | Belarús                                                                     |
| 1  | Sèrbia   | Macedònia                                                                   |
| 1  | Lituània | Sèrbia                                                                      |
| 1  | Xipre    | Grècia                                                                      |

## Curiositats
- La cançó guanyadora, la dels representants de Geòrgia, va ser cantada en una llengua inventada.
- Azerbaidjan: Anava a debutar aquest any, però a principis d'octubre de 2008 va comunicar la seva retirada, pel que va haver de pagar una multa per retirar-se abans del termini estipulat per la UER.[1]

## Mapa dels països participants

Països participants el 2008
Països participants en el passat però no el 2008

### Retirades
- Suècia[2]
- Portugal[3]